# Chris Ledlum
Christopher "Chris" Ledlum (Brooklyn, Nueva York; 19 de febrero de 2001) es un baloncestista con doble nacionalidad, estadounidense y ghanés, que pertenece a la plantilla del ÉB Pau-Orthez de la LNB Pro B, la segunda división del baloncesto francés. Con 1,98 metros de estatura, juega en la posición de ala-pívot.

## Trayectoria deportiva

### Universidad
Jugó tres temporadas con los Crimson de la Universidad de Harvard, en las que promedió 13,6 puntos, 6,7 rebotes, 1,1 asistencias y 1,2 robos de balon por partido. En su ñultima temporada fue incluido en el mejor quinteto de la Ivy League, tras promediar 18,8 puntos y liderar la conferencia en rebotes, con 8,5 por partido.
Al término de su tercera temporada, entró en el portal de transferencias de la NCAA, siendo transferido como jugador graduado, ya que la temporada 2020-21 no se disputó debido a la pandemia de Covid-19, a los Red Storm de la Universidad St. John's. Allí disputó una última temporada, en la que promedió 9,5 puntos, 6,9 rebotes y 1,8 asistencias por partido.

#### Estadísticas
| Año     | Equipo     | PJ                                               | PT                                               | MPP                                              | %TC                                              | %3P                                              | %TL                                              | RPP                                              | APP                                              | ROB                                              | TPP                                              | PPP                                              |
| ------- | ---------- | ------------------------------------------------ | ------------------------------------------------ | ------------------------------------------------ | ------------------------------------------------ | ------------------------------------------------ | ------------------------------------------------ | ------------------------------------------------ | ------------------------------------------------ | ------------------------------------------------ | ------------------------------------------------ | ------------------------------------------------ |
| 2019–20 | Harvard    | 29                                               | 1                                                | 16.1                                             | .421                                             | .273                                             | .618                                             | 3.8                                              | .7                                               | .3                                               | .6                                               | 7.3                                              |
| 2020–21 | Harvard    | Temporada suspendida por la pandemia de Covid-19 | Temporada suspendida por la pandemia de Covid-19 | Temporada suspendida por la pandemia de Covid-19 | Temporada suspendida por la pandemia de Covid-19 | Temporada suspendida por la pandemia de Covid-19 | Temporada suspendida por la pandemia de Covid-19 | Temporada suspendida por la pandemia de Covid-19 | Temporada suspendida por la pandemia de Covid-19 | Temporada suspendida por la pandemia de Covid-19 | Temporada suspendida por la pandemia de Covid-19 | Temporada suspendida por la pandemia de Covid-19 |
| 2021–22 | Harvard    | 13                                               | 13                                               | 29.6                                             | .428                                             | .315                                             | .69.                                             | 9.3                                              | 1.2                                              | 1.7                                              | .5                                               | 16.7                                             |
| 2022–23 | Harvard    | 28                                               | 27                                               | 31.5                                             | .473                                             | .294                                             | .636                                             | 8.5                                              | 1.5                                              | 1.8                                              | 1.1                                              | 18.8                                             |
| 2023–24 | St. John's | 31                                               | 30                                               | 28.8                                             | .427                                             | .315                                             | .708                                             | 6.9                                              | 1.8                                              | 1.4                                              | 1.2                                              | 9.5                                              |
| Total   | Total      | 101                                              | 71                                               | 26.0                                             | .444                                             | .299                                             | .656                                             | 6.8                                              | 1.3                                              | 1.2                                              | .9                                               | 12.4                                             |

### Profesional
Tras no ser elegido en el Draft de la NBA de 2024, firmó su primer contrato profesional con el ÉB Pau-Orthez de la LNB Pro B, la segunda división del balomncesto francés. Allí acabó la temporada regular como mejor anotador de la competición, promediando 19,6 puntos por partido, a los que añadió 8,6 rebotes, el segundo mejor de la liga. Fue elegido MVP de la liga.